# Dornier Flugzeugwerke
Dornier Flugzeugwerke byl německý letecký výrobce, který roku 1914 založil Claudius Dornier ve Friedrichshafenu.
Mezi lety 1920 až 1930 se zde vyráběly hydroplány, jako např. obří Dornier Do X. Ve třicátých letech tu vznikl úspěšný bombardér Do 17 a během druhé světové války společnost pracovala na velmi rychlém stíhači Do 335, ten se však nasazení nedočkal.
Po válce mělo Německo zakázanou výrobu letadel a společnost se tak přesunula do Španělska a poté do Švýcarska, kde působila jako poradce pro letectví, v roce 1954 se vrátila zpět do Německa. Roku 1974 společnost, spolu s francouzskou firmou Dassault-Breguet, vyvinula letoun Alpha Jet, který se během 70. a 80. let stal standardním cvičným letounem NATO.
V roce 1996 byla společnost získána firmou Fairchild a tak vznikla Fairchild Dornier. Společnost však roku 2002 zkrachovala.

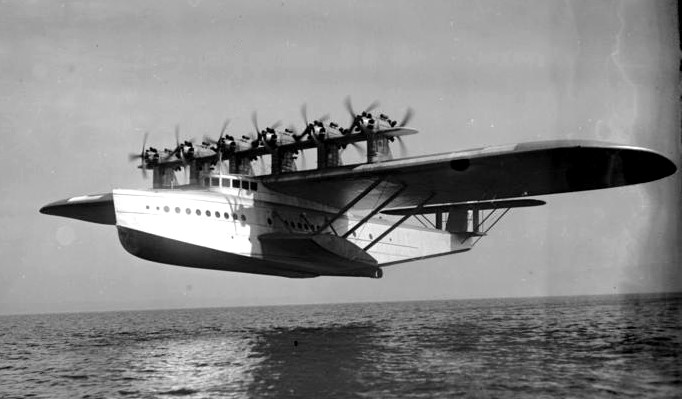
Létající člun Dornier Do X na snímku z roku 1932
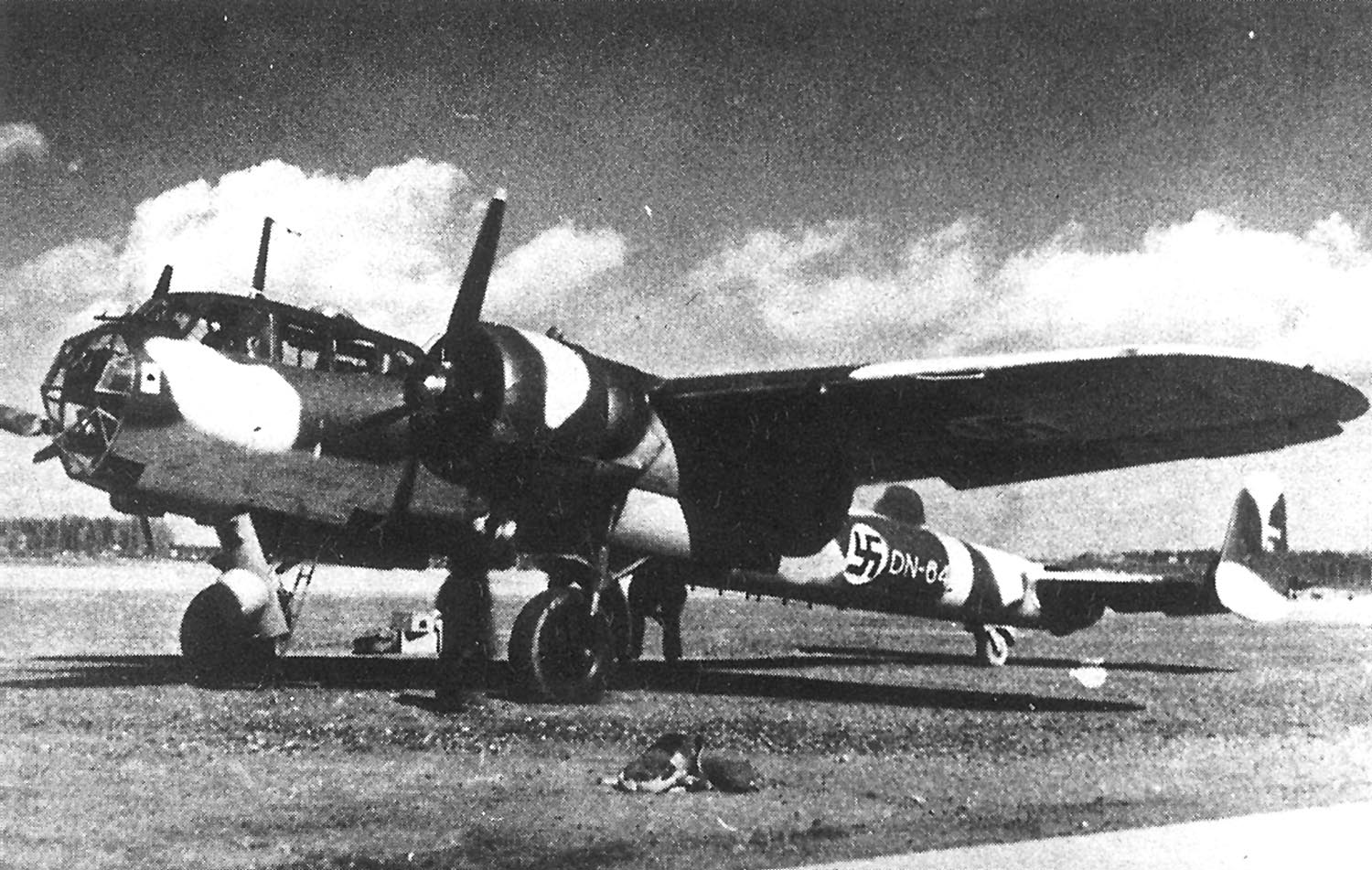
Dornier Do 17
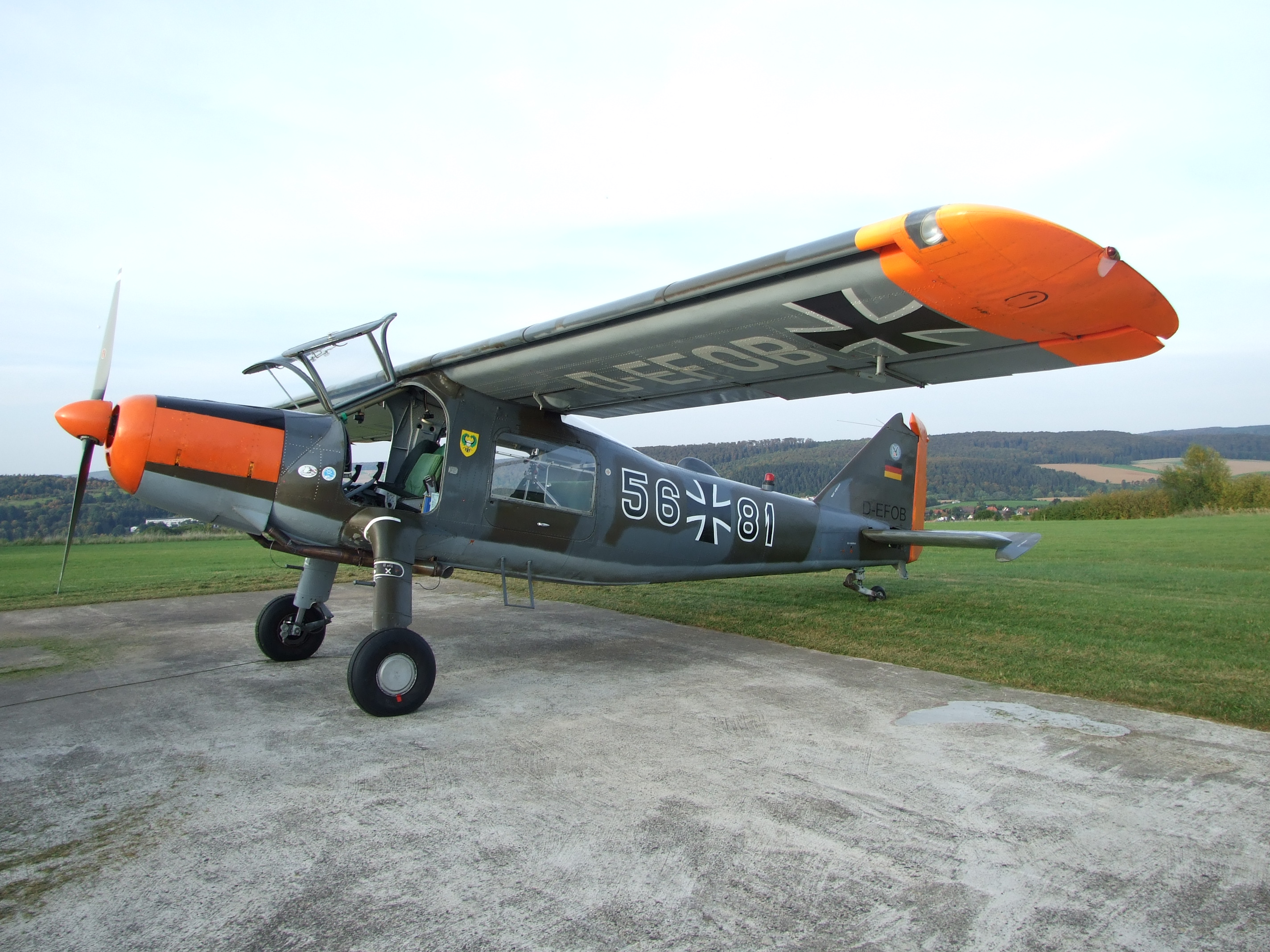
Dornier Do 27 A4
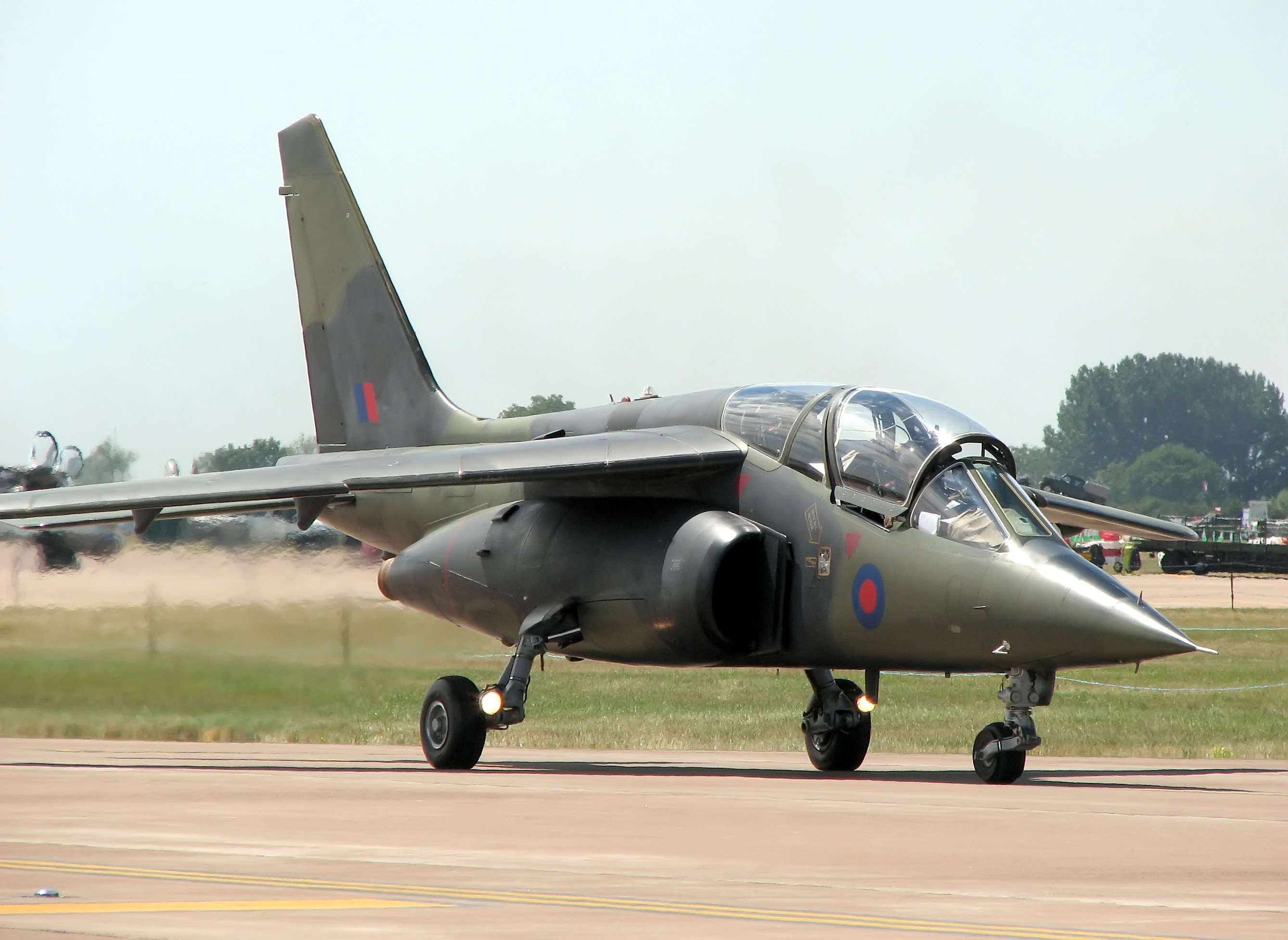
Alpha Jet